# Volkssternwarte Köln

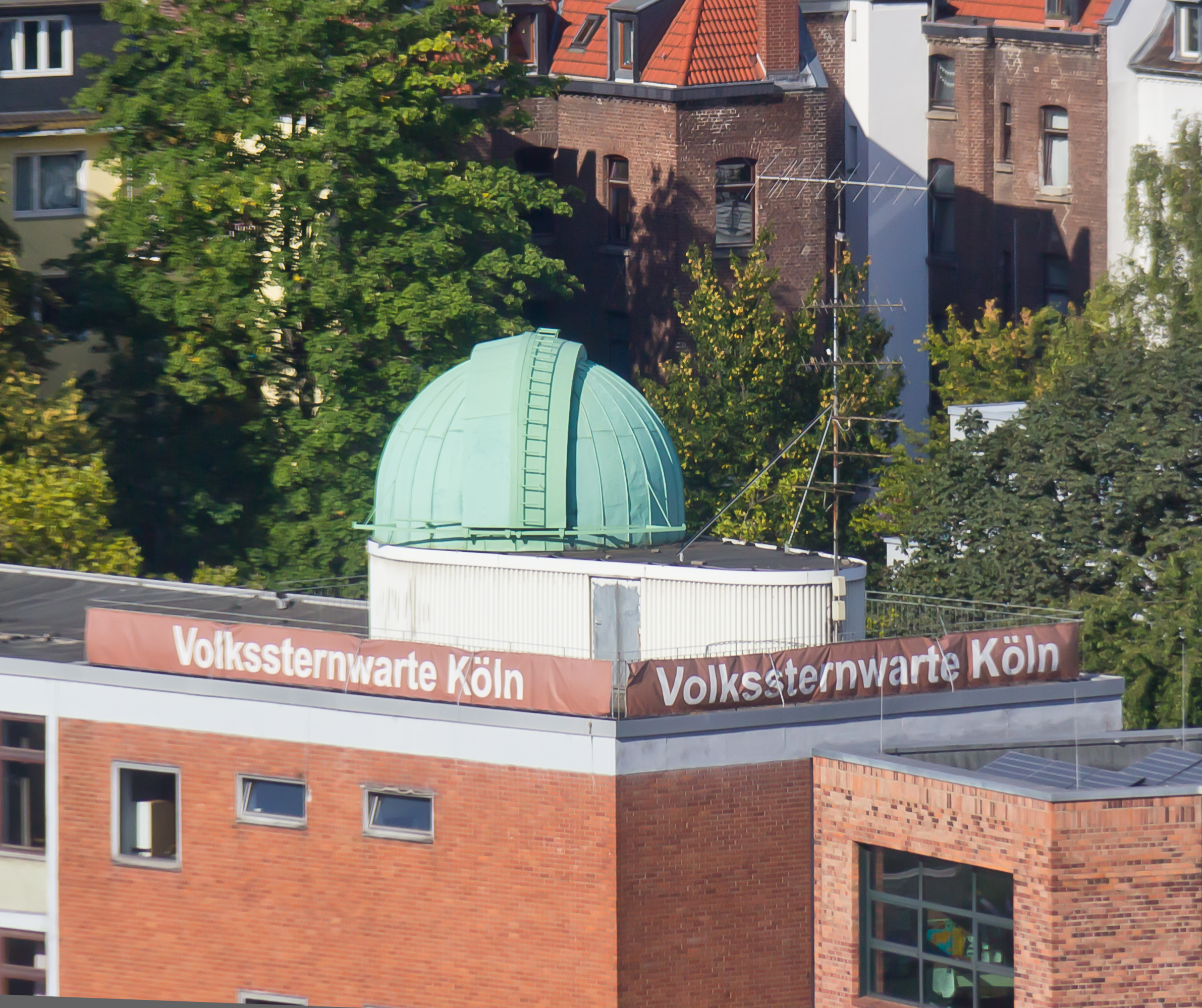
Kuppel auf dem Dach des Schiller-Gymnasiums

Die Volkssternwarte Köln ist eine ehrenamtlich betriebene Sternwarte im Stadtteil Köln-Sülz, der zum Stadtbezirk Köln-Lindenthal gehört. Sie befindet sich auf dem Dach des dortigen Schiller-Gymnasiums in der Nikolausstraße 55.

## Geschichte
1922 wurde die „Vereinigung der Sternfreunde Köln“ gegründet, um die Astronomie einer breiten Öffentlichkeit zugänglich zu machen. 1935 errichtete man überwiegend in Eigenleistung auf dem Dach einer Volksschule am „Großen Griechenmarkt“ eine Sternwarte, die jedoch während des Zweiten Weltkrieges zerstört wurde. Herzstück dieser ersten Kölner Volkssternwarte war ein 165/2750-mm-Refraktor, dessen Optik von Max Pauly stammte und ursprünglich von Philipp Fauth zur Erstellung eines zeichnerischen Mondatlasses genutzt worden war. Diese Optik überstand den Zweiten Weltkrieg unbeschadet in einem Banksafe außerhalb von Köln und wurde in den 1950er-Jahren in ein Behelfs-Teleskop integriert, welches man für die Nutzung in einer angestrebten neuen Volkssternwarte vorhalten wollte.
1962 übernahm die Vereinigung eine neue Volkssternwarte auf dem Dach des neu errichteten Schiller-Gymnasiums in Köln-Sülz. 1967 stellte die Stadt Köln weitere 30.000 DM für die Anschaffung eines leistungsstarken Teleskops zur Verfügung. Das Kulturamt der Stadt förderte die Arbeit der Vereinigung mit einem jährlichen Zuschuss von 1000 DM. Dieser Zuschuss wurde allerdings Anfang der 1980er-Jahre im Zuge allgemeiner Sparmaßnahmen gestrichen. Der Betrieb der Volkssternwarte wird seither aus Mitgliedsbeiträgen, Eintrittsgeldern und privaten Spenden finanziert.
2012 wurde zum 50-jährigen Bestehen der Volkssternwarte der 45 Jahre alte Wachter-Coudé-Refraktor durch ein 60-cm-Spiegelteleskop ersetzt, das rein aus Spenden engagierter Bürger finanziert werden konnte.

## Aktivitäten
Die Volkssternwarte Köln führt regelmäßig öffentliche Führungen durch, bei denen Mond, Planeten und andere Himmelsobjekte beobachtet werden. Außerdem werden dabei astronomische Vorträge mit Multimediaunterstützung gehalten. Darüber hinaus werden auch Sonderführungen für Gruppen nach Vereinbarung angeboten. Das aktuelle Programm und Kontaktadressen für Sonderführungen finden sich auf der Webseite der Sternwarte.
Neben der Verbreitung astronomischer Kenntnisse in der Öffentlichkeit ist weiteres Ziel der Vereinigung die Aus- und Weiterbildung aktiver Amateurastronomen, denen dafür zu den Mitgliederveranstaltungen das Instrumentarium der Volkssternwarte zur Verfügung steht.
Zu den zahlreichen Gebieten, in denen sich Mitglieder seit Bestehen der neuen Volkssternwarte erfolgreich betätigt haben, gehören unter anderem:
- Montierungsbau
- Ephemeridenrechnung und -programmierung
- Mikrometer-Fotoauswertungen und Bahnberechnungen von Kleinplaneten
- Astrofotografie (früher mit verschiedensten, auch „gehyperten“ Filmen, jetzt praktisch nur noch mit Digitalkameras)
- Veränderlichenmessung (früher hauptsächlich Lichtkurven, nur gefiltert nach UBV, seit einiger Zeit auch hochauflösende Spektroskopie)
- Entwicklung und Bau von Astrozubehör und elektronischen Geräten
- Spiegelschleifen
- Optiktest, -optimierung und Teleskopdesign
- Bildverarbeitung, zum Beispiel mit Giotto und Registax

## Instrumente
45 Jahre hindurch war das Hauptinstrument der Volkssternwarte Köln ein Refraktor mit Coudé-Strahlengang der Firma Wachter mit 22,5 Zentimeter Öffnung und einer Brennweite von drei Metern. 2012 wurde es durch ein 60-cm-Spiegelteleskop ersetzt. Das vorübergehend stillgelegte Coudé-Teleskop wurde zwischenzeitlich verkauft und 2017 im restaurierten Sternwartenturm der Sternwarte Remplin wieder aufgestellt.
2017 wurde darüber hinaus ein neuer Refraktor zur Sonnenbeobachtung in Dienst gestellt. Außerdem können bei Bedarf ein 20-Zentimeter-Schmidt-Cassegrain-Teleskop mit einer Goto-Montierung sowie weitere kleinere Teleskope für die Beobachtung genutzt werden.
In einer Außenstation im Bergischen Land stehen weiterhin ein 14-Zoll-Teleskop der Firma Celestron, eine Flatfield-Kamera der Firma Lichtenknecker sowie ein Fernrohr der Firma Aries zur Verfügung.